# Grynaminna tamakii
Grynaminna tamakii is een tienpotigensoort uit de familie van de Callianassidae. De wetenschappelijke naam van de soort is voor het eerst geldig gepubliceerd in 2000 door Poore.